# Bahia
Pour les articles homonymes, voir Bahia (homonymie).
 (juillet 2016).
Si vous disposez d'ouvrages ou d'articles de référence ou si vous connaissez des sites web de qualité traitant du thème abordé ici, merci de compléter l'article en donnant les références utiles à sa vérifiabilité et en les liant à la section « Notes et références ».
L'État de Bahia (prononcé en portugais : [baˈi.ɐ]) est un État fédéré du Brésil, situé dans le sud de la région du Nordeste, sur la côte Atlantique. Sa capitale est Salvador. Son fuseau horaire est UTC-3, et c'est l'un des États brésiliens qui n'appliquent plus le passage à l'heure d'été. L'État abrite 7 % de la population brésilienne et produit 4,2 % du PIB du pays,.
L'État de Bahia est l'un des grands États du Brésil : quatrième pour la population avec 15 344 447 habitants en 2016 et cinquième pour la superficie avec 564 273 km2.
Le nom de Bahia vient du mot portugais baía « baie », qui vient du nom de la baie de Tous les Saints.

## Géographie
L'État de Bahia est limité:
- au nord, par les États d'Alagoas, Sergipe, Pernambouc et Piauí ;
- au sud, par les États de Minas Gerais et Espírito Santo ;
- à l'ouest, par les États de Goiás et Tocantins ;
- à l'est, par l'océan Atlantique.

Le principal fleuve qui traverse l'État est le São Francisco. D'autres cours d'eau irriguent l'État, comme le Paraguaçu, la Jequitinhonha, l'Itapicuru, le Capivari et le Contas.
90  % du territoire de l'État sont situés à plus de 200 m d'altitude.
Environnement : À la fin de 2019, l'État de Bahia est le dernier du Nordeste à être touché par une marée noire qui souille les plages et provoque une chute de la population de poissons. Le pétrole provenait du Venezuela,.

## Histoire

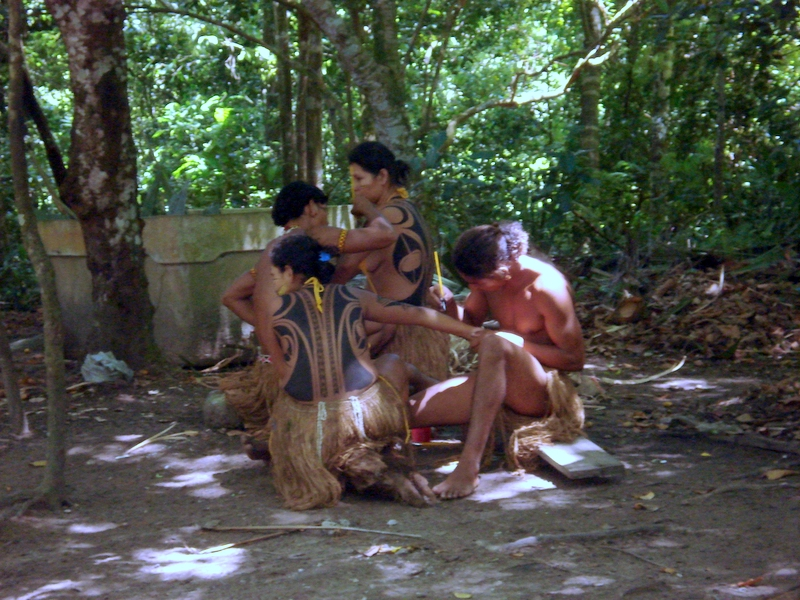
Amérindiens Pataxó.

Le 1er novembre 1501, jour de la Toussaint, des Portugais débarquent dans un lieu de l'actuel État de Bahia qu'ils nomment la baie de Tous les Saints en référence à la date. Les alentours sont progressivement occupés et, en 1549, Tomé de Sousa est nommé premier gouverneur-général. La même année il fonde la capitale Salvador dans la baie de Tous les Saints. Les colons portugais y développèrent la culture de la canne à sucre et du coton en exploitant des esclaves noirs déportés en masse d’Afrique. Alors que l'évangélisation allait de pair avec la colonisation, la religion chrétienne fut parfois retournée contre le colon, avec le développement de mouvements millénaristes comme la Santidade de Jaguaripe à la fin du XVIe siècle.
Les attaques de la part des Anglais et des Hollandais au XVIIe siècle furent repoussées. En 1798, la conjuration de Bahia propose la formation d'une République de Bahia.
En 1822, lors de la proclamation de l'indépendance du Brésil, Bahia est encore sous contrôle des loyalistes portugais. Il faut attendre le 2 juillet 1823 et l'occupation de Salvador par l'armée brésilienne pour que Bahia soit intégrée à l'empire du Brésil.
De 1896 à 1897, l'État fut le théâtre de la guerre de Canudos.
En 1926, une loi reconnaissait 9 millions d’hectares aux Amérindiens de l’État de Bahia. Mais ces derniers ont été décimés et, dans les années 1960, il n’y avait pratiquement plus d’Indiens sur ces terres occupées depuis lors par de grands propriétaires (fazendeiros) avec la complicité des militaires.
Depuis 1982, quelques familles survivantes de la communauté Pataxó Hãhãhãe tentent de faire reconnaître leur culture, droits et terres en menant des actions juridiques ainsi que des campagnes d'occupations dites « retomadas ». Le gouvernement leur a alors reconnu 54 100 hectares délimités; mais en 2005 ils n'en disposent effectivement que d’un tiers; en outre ils sont toujours confrontés aux pressions de grands propriétaires terriens qui cherchent à continuer d'occuper ces terres.
Comme dans d'autres régions du Brésil, plusieurs Indiens Pataxó ont été assassinés en luttant pour la défense de leurs droits, dont l'un brûlé vif.

## Système politique
Pouvoir législatif : l'Assemblée législative de Bahia (en portugais : Assembleia Legislativa da Bahia, en abrégé  ALBA) est le parlement ou la législature monocamérale de l'État de Bahia, un des États fédérés formant la république fédérative du Brésil.
L'Assemblée siège actuellement dans le Palacio Luís Eduardo Magalhães du Centre administratif de Bahia (Centro Administrativo da Bahia, CAB) de Salvador, capitale de l'État de Bahia. EIle compte 63 députés d'État (deputado estadual) élus au scrutin proportionnel.

### Pouvoir exécutif: Gouverneurs
| Période | Période  | Identité                        | Étiquette | Qualité |
| ------- | -------- | ------------------------------- | --------- | ------- |
| 1994    | 1995     | Antônio José Imbassahy da Silva | PFL       |         |
| 1995    | 1998     | Paulo Souto                     | PFL       |         |
| 1999    | 2002     | César Borges                    | PFL       |         |
| 2002    | 2003     | Otto Alencar                    | PPB       |         |
| 2003    | 2006     | Paulo Souto                     | PFL       |         |
| 2007    | 2014     | Jaques Wagner                   | PT        |         |
| 2015    | 2022     | Rui Costa                       | PT        |         |
| 2023    | en cours | Jerônimo Rodrigues              | PT        |         |

## Population
L'État de Bahia compte 417 municipalités pour une population totale de 13 815 334 habitants. La ville principale de l'État, Salvador, compte 2 673 560 habitants. Les autres villes importantes sont : Feira de Santana, Vitória da Conquista, Itabuna, Ilhéus, Juazeiro et Porto Seguro.
Les 15 villes les plus importantes en 2018 (selon l'Institut brésilien de géographie et de statistiques) sont les suivantes, classées en fonction de la population de la ville :
- Salvador (2 857 329 habitants) ;
- Feira de Santana (609 913 habitants) ;
- Vitória da Conquista (338 885 habitants) ;
- Camaçari (293 723 habitants) ;
- Juazeiro (215 183 habitants) ;
- Itabuna (212 740 habitants) ;
- Lauro de Freitas (195 095 habitants) ;
- Ilhéus (164 844 habitants) ;
- Teixeira de Freitas (158 445 habitants) ;
- Jequié (155 800 habitants) ;
- Barreiras (153 831 habitants) ;
- Alagoinhas (150 832 habitants) ;
- Porto Seguro (146 625 habitants) ;
- Simões Filho (132 906 habitants) ;
- Paulo Afonso (117 014 habitants).

## Économie

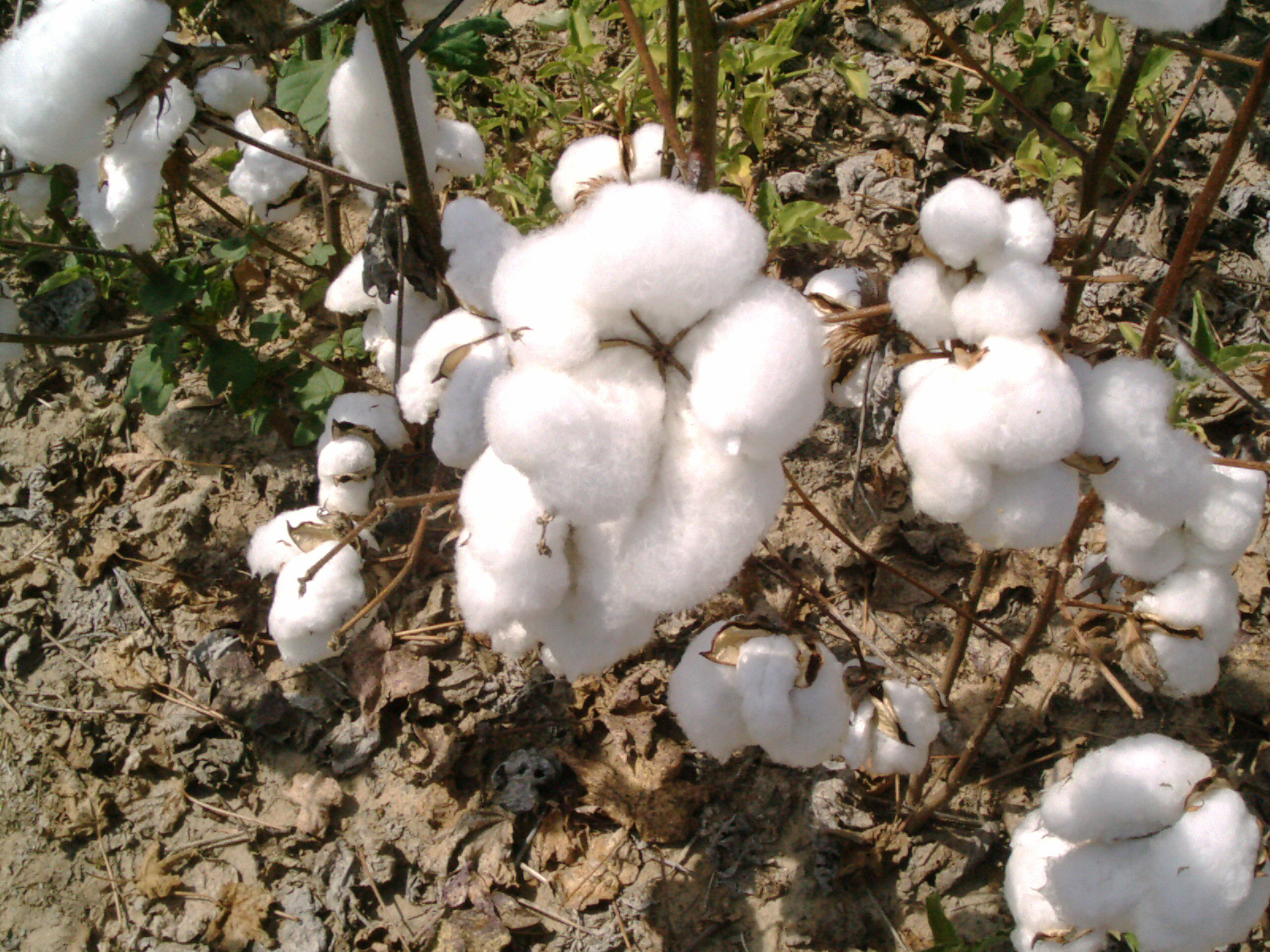
Coton à Luís Eduardo Magalhães.

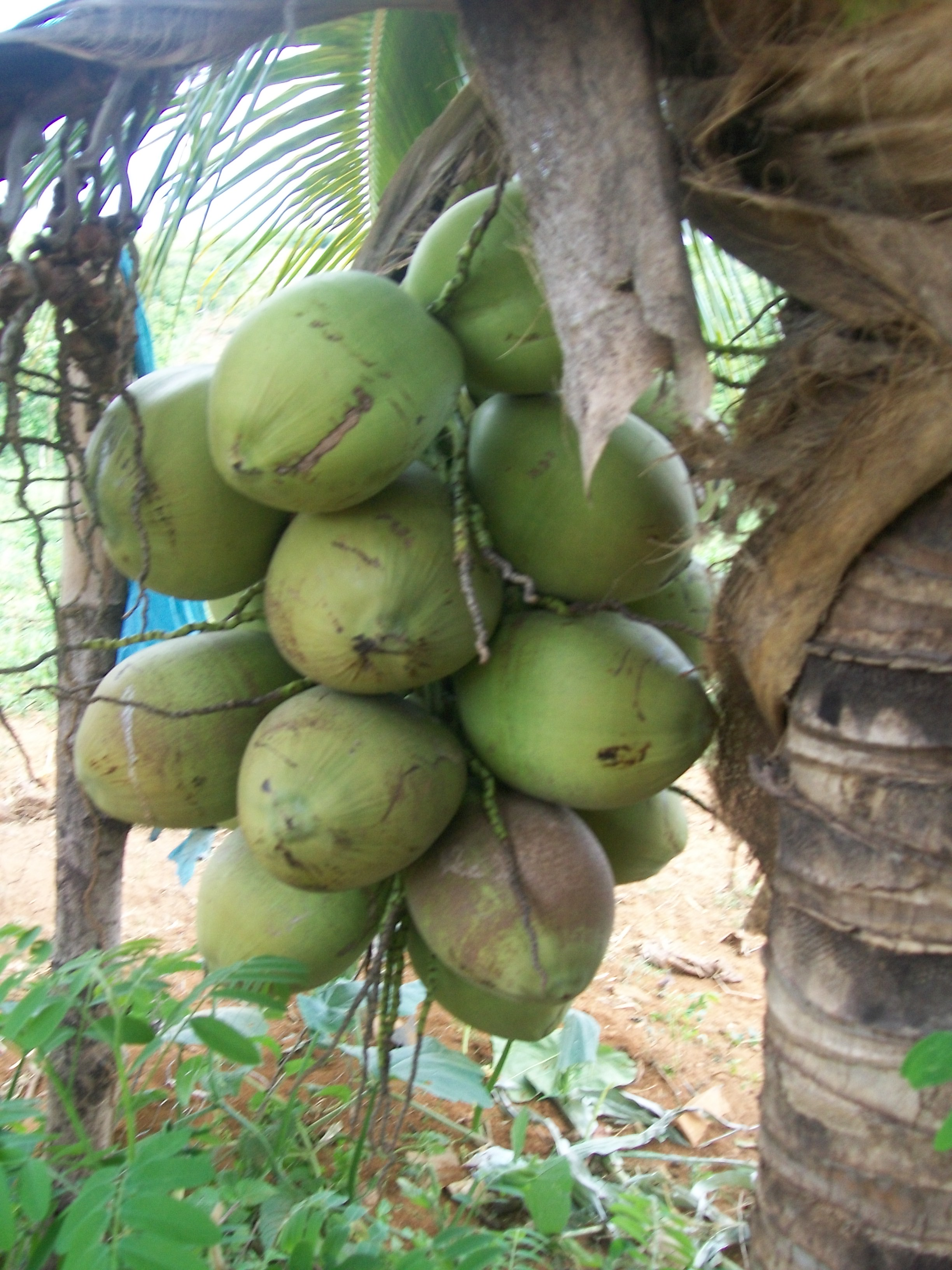
Coco dans Caetité.

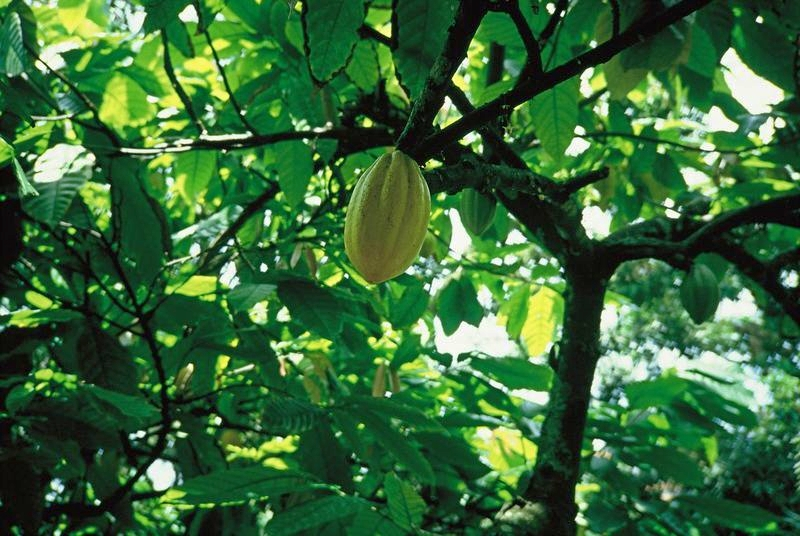
Cacao à Ilhéus.

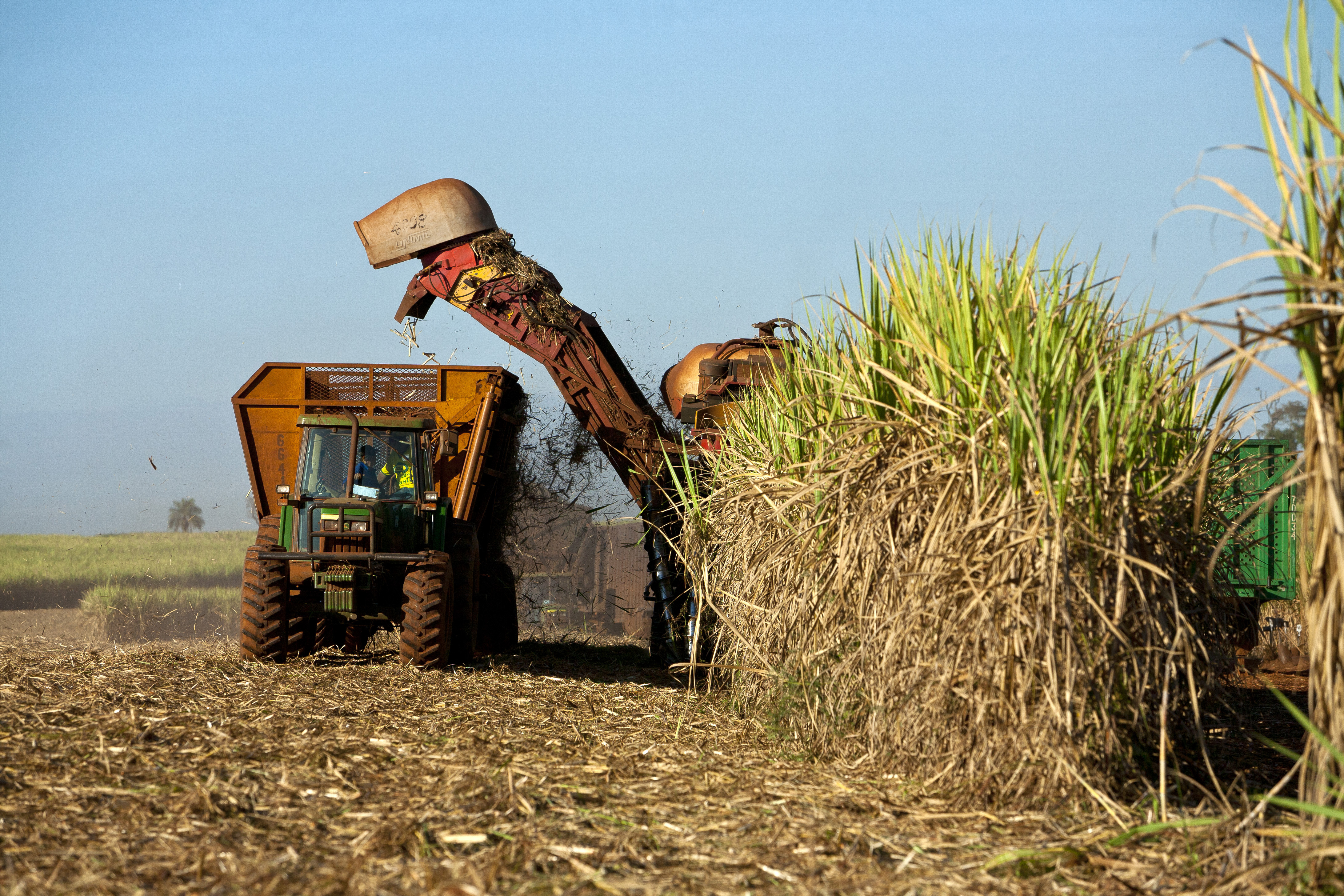
Canne à sucre à Bahia.

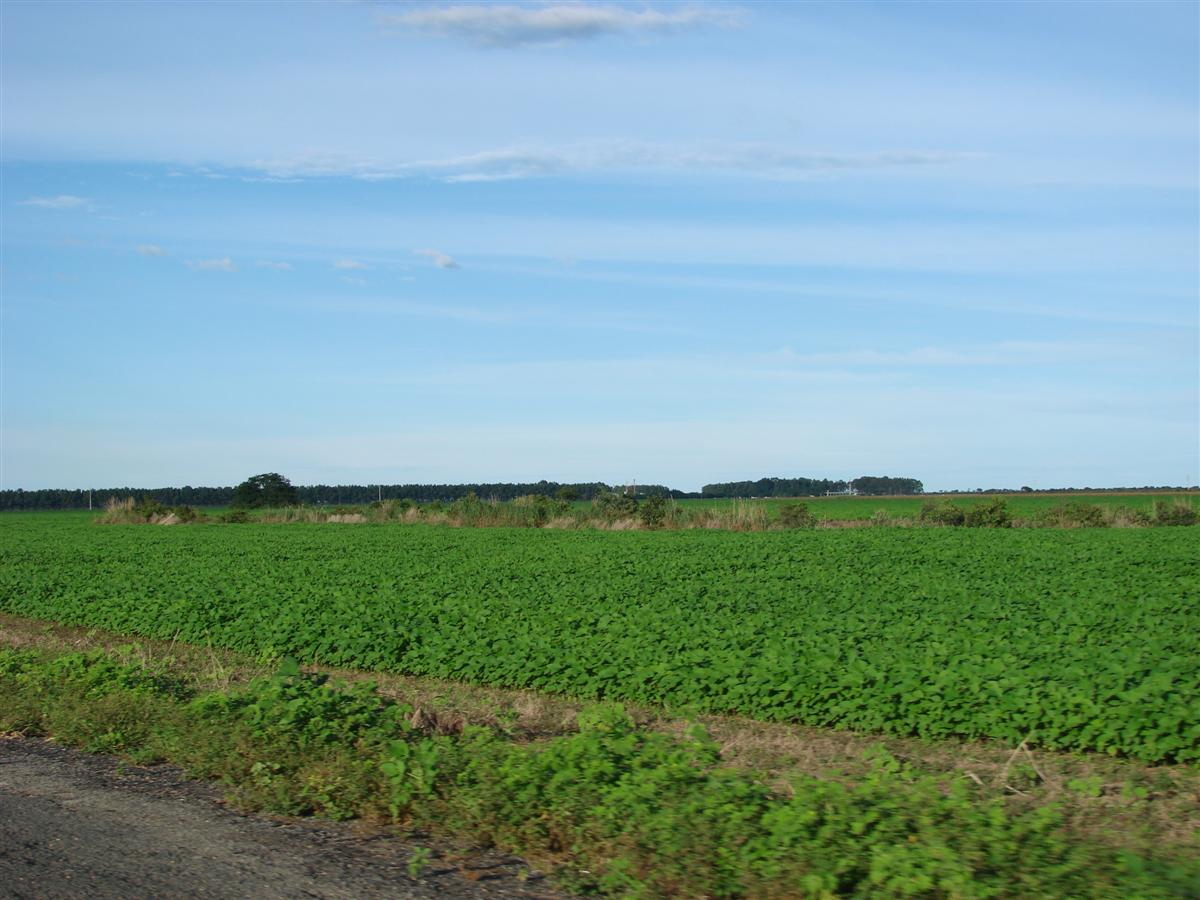
Plantation de soja à Barreiras.

L'économie de Bahia est non seulement  agraire mais aussi industrielle (mine, chimie, informatique, automobile, pétrochimie). En effet il s'y trouve notamment un important pôle pétrochimique ainsi qu'un complexe de Ford Motor Company à Camaçari, à proximité de Salvador. Cependant et en général, Bahia est l'un des États les plus pauvres du pays.
En agriculture, l'État se démarque dans la production de coton, cacao, soja et fruits tropicaux tels que noix de coco, papaye, mangue, banane et guarana, en plus de produire également canne à sucre, orange, haricot et manioc, entre autres.
En 2017, la région du Nordeste était le plus grand producteur de noix de coco du pays, avec 74 % de la production nationale, l'État de Bahia ayant produit 351 millions de fruits. Cependant, le secteur souffre d'une forte concurrence commerciale et perd du terrain au profit de zones d'Asie du Sud (Inde) et d'Asie du Sud-Est (Indonésie, Philippines), pays des plus grands producteurs mondiaux et qui, de surcroît, exportent même de l'eau de coco vers le Brésil. Outre les problèmes climatiques, la faible productivité des cocoteraies dans la région du Nordeste résulte de facteurs liés à la variété de noix de coco cultivée et au faible développement du génie rural dans les régions côtières. Dans ces zones, le système de culture appelé extractivisme au Brésil (qui est une forme de cueillette) prévaut toujours, avec une faible fertilité et sans l'adoption de pratiques de gestion des cultures. Par exemple, les trois États ayant la plus grande production (Bahia, Sergipe et Ceará) présentent un rendement trois fois inférieur à celui de l'État de Pernambuco qui occupe la 5e place de la production nationale. En effet, la plupart des cocotiers de ces trois États sont situés dans les zones côtières et cultivés dans des modes semi-extractivistes.
En ce qui concerne la production de cacao, Bahia a longtemps dominé la production brésilienne. De nos jours, il est en compétition avec l'État de Pará pour la première place, ce dernier ayant atteint cette première place pour la première fois en 2017. En 2019, les agriculteurs du Pará ont récolté 135 000 tonnes de cacao contre 130 000 tonnes pour Bahia.
La superficie cumulée des exploitations de cacao de Bahia est pratiquement trois fois plus grande que celle du Pará, mais la productivité de Pará est pratiquement trois fois plus élevée. Certains facteurs expliquent cela: les cultures de Bahia relèvent plus de l'extractivisme et celles du Pará ont un mode relativement plus moderne, plus commercial, et utilisant des graines plus productives et plus résistantes. Par ailleurs la région agricole du Pará est moins vulnérable à la Maladie du balai de sorcière.
En ce qui concerne la production de canne à sucre, en 2018, le Nordeste occupait la 3e place du pays. Le Brésil est le premier producteur mondial, avec 672,8 millions de tonnes récoltées cette année. Le Nordeste a récolté 45,7 millions de tonnes, soit 6,8 % de la production nationale. Alagoas est le plus grand producteur, avec 33,3 % de la production du Nordeste (15,2 millions de tonnes). Pernambuco est le 2e producteur du Nord-Est, avec 22,7 % du total de la région (10,3 millions de tonnes). Paraíba a 11,9 % de la production du nord-est (5,5 millions de tonnes) et Bahia, 10,24 % de la production (4,7 millions de tonnes).
Bahia est le deuxième producteur de coton au Brésil, perdant seulement au profit du Mato Grosso. En 2019, elle a récolté 1,5 million de tonnes du produit,,.
En soja, le Brésil a produit près de 120 millions de tonnes en 2019, étant le premier producteur mondial. En 2019, le Nord-Est a produit près de 10,7 millions de tonnes, soit 9 % du total brésilien. Le plus grand producteur du nord-est était Bahia (5,3 millions de tonnes).
Dans la production de maïs, le Brésil était en 2018 le 3e producteur mondial, avec 82 millions de tonnes. Le Nord-Est a produit environ 8,4 % du total du pays. Bahia était le plus grand producteur du nord-est, avec 2,2 millions de tonnes,.
En 2018, la région Sud était le principal producteur de haricot avec 26,4 % du total, suivie par le Midwest (25,4 %), la région du Sud-Est (25,1 %), le Nord-Est (20,6 %) et le Nord (2,5 %). Les plus grands producteurs du nord-est étaient Ceará et Bahia.
Dans la production de manioc, le Brésil a produit un total de 17,6 millions de tonnes en 2018. Maranhão était le 7e producteur du pays, avec 681 000 tonnes. Ceará était 9e, avec 622 mille tonnes. Bahia était 10e avec 610 000 tonnes. Au total, le nord-est a produit 3,5 millions de tonnes.
À propos de orange, Bahia était le 4e producteur brésilien en 2018, avec un total de 604 mille tonnes, soit 3,6 % de la production nationale.
Bahia est le deuxième producteur de fruits du pays, avec plus de 3,3 millions de tonnes par an, derrière São Paulo. Le nord de Bahia est l'un des principaux fournisseurs de fruits du pays. L'État est l'un des principaux producteurs nationaux de dix types de fruits. En 2017, Bahia a dirigé la production de cajarana, noix de coco, comte de fruits ou ananas, corossol, umbu, jaca, licuri, mangue et fruit de la passion, et se classe deuxième dans le cacao, l'amande, l'atemoia, le cupuaçu, le citron vert et le citron, et le troisième banane, carambole, goyave, papaye, pastèque, melon, cerise, grenade et raisins de table. Au total, 34 produits de la culture fruitière de Bahia ont une participation importante à l'économie nationale,.
Rio Grande do Norte est le plus grand producteur de melons du pays. En 2017, elle a produit 354 mille tonnes. La région du Nord-Est représentait 95,8 % de la production du pays en 2007. Outre le Rio Grande do Norte, qui en 2005 produisait 45,4 % du total du pays, les 3 autres plus importants du pays étaient Ceará, Bahia et Pernambuco,.
Dans la production de papaye, en 2018, Bahia était le deuxième plus grand État producteur du Brésil, presque à égalité avec Espírito Santo: 337 000 tonnes.
Bahia était le plus grand producteur de mangues du pays en 2019, avec une production d'environ 281 mille tonnes par an. Juazeiro (130 000 tonnes par an) et Casa Nova (54 000 tonnes par an) sont en tête de la liste des villes brésiliennes qui mènent la culture des fruits.
Dans la production de banane, Bahia était en 2018 le deuxième producteur national.
Bahia est le plus grand producteur brésilien de guarana. En 2017, la production brésilienne était proche de 3,3 millions de tonnes. Bahía en a récolté 2,3 millions (principalement dans la ville de Taperoá), Amazonas 0,7 million (principalement dans la ville de Maués) et le reste du pays, 0,3 million. Malgré le fait que le fruit soit originaire de l'Amazonie, depuis 1989, Bahia a battu Amazonas en termes de volume de production et de productivité du guarana, en raison du fait que le sol de Bahia est plus favorable, en plus de l'absence de maladies dans la région. Cependant, les utilisateurs les plus connus du produit achètent 90 % à 100 % de leur guarana dans la région amazonienne, comme Ambev et Coca-Cola. Les prix du guarana de Bahia sont bien inférieurs à ceux des autres États, mais les exonérations fiscales de Sudam incitent l'industrie des boissons à préférer acheter des semences dans le nord, contribuant ainsi à maintenir la valeur ajoutée plus élevée du guarana amazonien. Les industries pharmaceutiques et les importateurs, par contre, achètent plus de guarana à Bahia, en raison du prix.

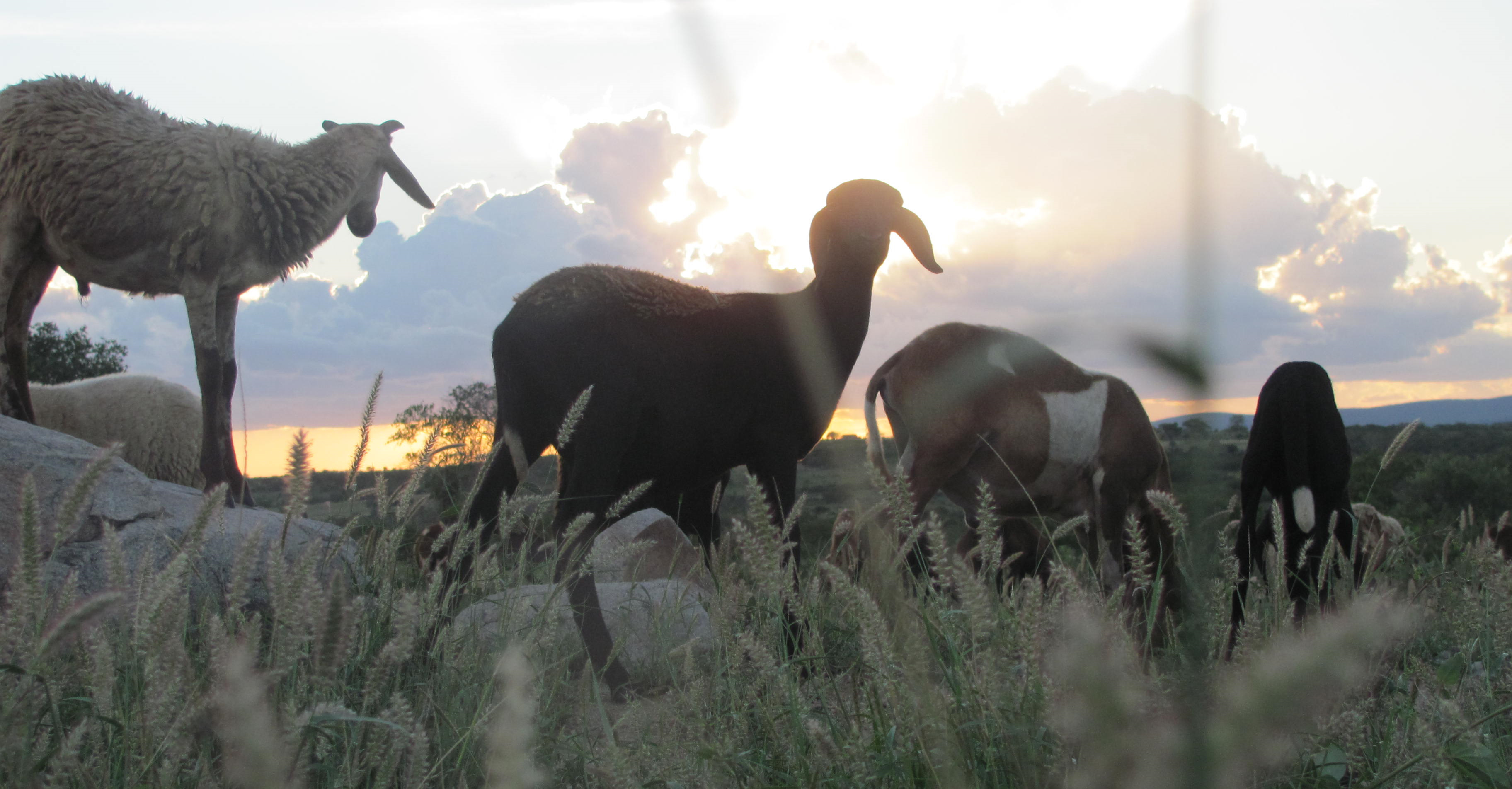
Chèvres à Araci.

La région du Nord-Est abritait 93,2 % du troupeau brésilien caprin (8 944 461 têtes) et 64,2 % du troupeau ovin (11 544 939 têtes) en 2017. Bahia a concentré 30,9 % du cheptel caprin et 20,9 % du cheptel ovin national. Casa Nova s'est classée première dans le classement municipal avec le plus grand nombre de deux espèces. Au Brésil, les troupeaux caprins sont utilisés uniquement pour la survie et ne sont pas utilisés à une échelle commerciale, de sorte que leur importance économique pour le nord-est est très faible.
En 2017, Bahía détenait 1,68 % de la participation minière nationale (4e place dans le pays). Bahía a produit or (6,2 tonnes d'une valeur de 730 millions de réaux), cuivre (56 000 tonnes, d'une valeur de 404 millions de réaux) ; chrome (520 000 tonnes, d'une valeur de 254 millions de réaux) et vanadium (358 000 tonnes, d'une valeur de 91 millions de réaux).
Bahia avait un PIB industriel de 53,0 milliards de réaux en 2017, soit 4,4 % de l'industrie nationale. Elle emploie 356 997 travailleurs dans l'industrie. Les principaux secteurs industriels sont : la construction (24,8 %), les services industriels d'utilité publique, tels que l'électricité et l'eau (15,0 %), les dérivés pétroliers et les biocarburants (13,8 %), les produits chimiques (9,4 %) ) et la nourriture (6,1 %). Ces 5 secteurs concentrent 69,1 % de l'industrie de l'État.
L'industrie bahianaise comprend les industries de l'automobile et du pneumatique, la chaussure et le textile, les meubles, les aliments et les boissons, les cosmétiques et les parfums, les technologies de l'information et les secteurs navals.
Au Brésil, le secteur automobile représente environ 22 % du PIB industriel. Bahia possède une usine Ford. Il a été créé à Camaçari (2001). Le secteur automobile de Bahia, dirigé par Ford, était le troisième contributeur (14,6 %) au PIB de Bahia en 2005,.

## Gastronomie
L'ingrédient roi est l'huile de dendê, tirée du denzeiro, petit palmier à huile d'origine ouest-africaine. C'est une cuisine d'inspiration très métissée : portugaise, africaine, voire amérindienne. Elle est vendue sur les étals de baianaises en tenue traditionnelle.
- La moqueca de peixe (moqueca de poisson), de crevettes ou d'autres fruits de mer.
- Caruru
- Vatapá (sorte de purée à base d’arachide, noix de cajou, gingembre, de crevettes, de fumet de poisson, etc.)
- Acarajé : beignet de haricot typiquement bahianais, frit dans de l'huile de Dendé, fourré de crevettes, de piments, de salade de tomates, de vatapá et de gombo. Il est parent de l'accara ouest-africain, et plus lointement de l'accra antillais (fait de morue et non de haricot)

## Personnalités liées
- Lateef Crowder, acteur et cascadeur.
- Acelino « Popó » Freitas, boxeur champion du monde 4 fois.
- Robson Conceição, boxeur médaillé d'or olympique 2016.
- Hebert Conceição, boxeur médaillé d'or olympique 2021.
- Beatriz Ferreira, boxeur, champion du monde et vice-champion olympique.
- Lyoto Machida, combattant de MMA.
- Tony Kanaan, pilote automobile brésilien.
- Ricardo, joueur de beach-volley, champion olympique.
- Edvaldo Valério, nageur brésilien, médaillé olympique.
- Breno Correia (en), nageur brésilien, champion du monde et ancien détenteur du record du monde.
- Guilherme Caribé (en), nageur brésilien, champion des Jeux panaméricains.
- Allan do Carmo, nageur, brésilien, spécialistes de la nage en eau libre.
- Israel, joueur brésilien de basket-ball, champion panaméricain et médaillé aux Championnats du monde.
- Pat Medrado, joueuse de tennis, ancien top 10 en double et top 50 en simple.
- Bebeto, footballeur, champion du monde 1994.
- Dante, footballeur brésilien.
- Walace, footballeur brésilien.
- Oséas, footballeur brésilien.
- Edcarlos, footballeur brésilien.
- Edílson, footballeur brésilien.
- Keno (en), footballeur brésilien.
- Marcelo Oliveira (en), footballeur brésilien.
- Nelson de Jesus Silva, dit Dida, gardien de but.
- Itamar Franco, 33e Président du Brésil.
- Adriana Lima, mannequin (Victoria's Secret, Maybelline, etc.) y est née en 1981.
- João Gilberto, musicien.
- Luiz Caldas, musicien.
- Netinho, musicien.
- Carla Perez, musicien.
- Carlinhos Brown, musicien.
- Daniela Mercury musicien.
- Ivete Sangalo, musicien.
- Waldick Soriano, musicien.
- Gilberto Gil, musicien.